# Spondylosium planum
Spondylosium planum là một loài Song tinh tảo trong họ Desmidiaceae, thuộc chi Spondylosium.